# Dalmatinova ulica (Ljubljana)
Dalmatinova ulica (deutsch: Dalmatingasse) ist der Name einer Straße in Ljubljana, der Hauptstadt Sloweniens, im Stadtteil Ajdovščina (Stadtbezirk Center). Sie ist benannt nach dem slowenischen Geistlichen und Bibelübersetzer Jurij Dalmatin (1547 bis 1589). 

## Geschichte
Die Dalmatinova ulica hieß bis 1898 Barmherzigengasse/Dolga ulica nach dem Krankenpflegeorden der Barmherzigen Brüder. Die Ordensgemeinschaft hatten ab 1786 das von Kaiser Joseph II. an dieser Stelle gegründete erste öffentliche Krankenhaus Sloweniens (Laibacher Civilspital) betreut.

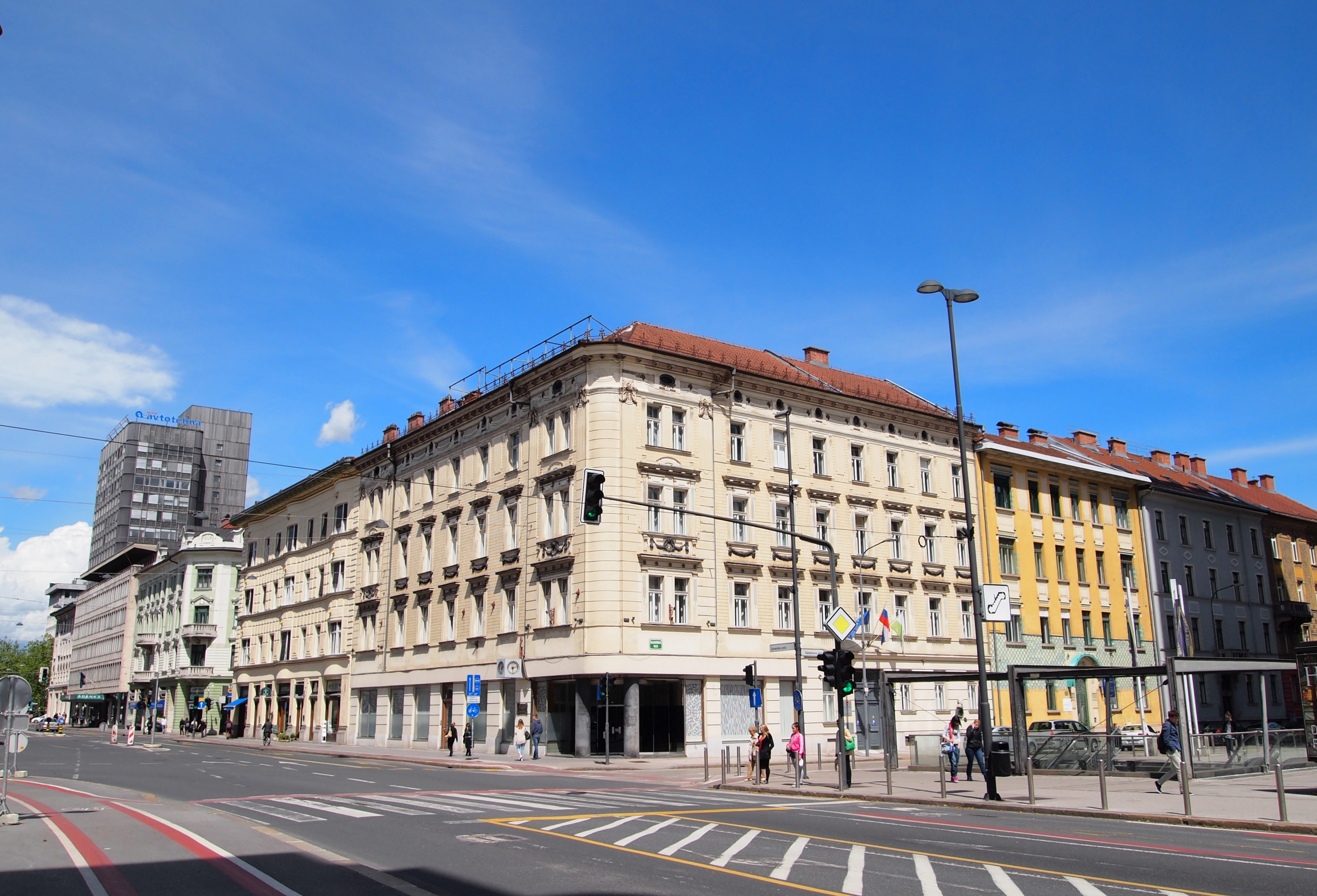
Dalmatinova ulica, Ecke Slovenska cesta

## Lage
Die Straße beginnt an der Kreuzung von Slovenska cesta und Gosposvetska cesta und verläuft nach Osten bis zur Kreuzung mit Mala ulica und Kolodvorska ulica.

## Abzweigende Straßen
Die Slovenska cesta berührt folgende Straßen und Orte (von Westen nach Osten): Cigaletova ulica und Ajdovščina, Miklošič-Park, Miklošičeva cesta.

## Bauwerke und Einrichtungen
Die wichtigsten Bauwerke und Einrichtungen von kulturellem Interesse entlang der Straße sind von Westen nach Osten:
- Haus von Robert Smielowsky (1903),  Dalmatinova 3[2]
- Deghengi-Haus von  Ciril Metod Koch (1904), Dalmatinova 5-7[3]
- Miklošič-Park
- Stolpersteine (Hausnummer 15)

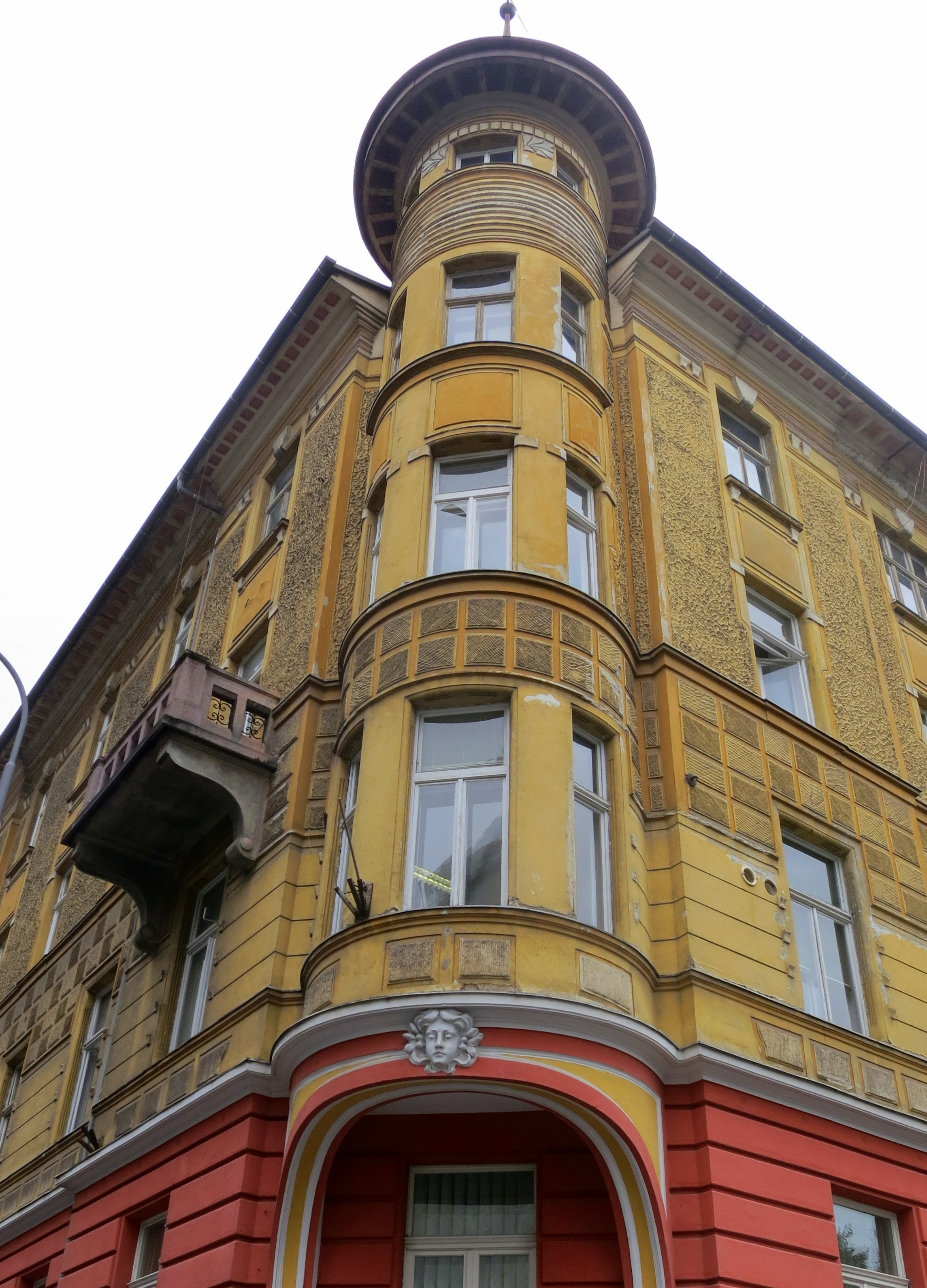
Deghengi-Haus
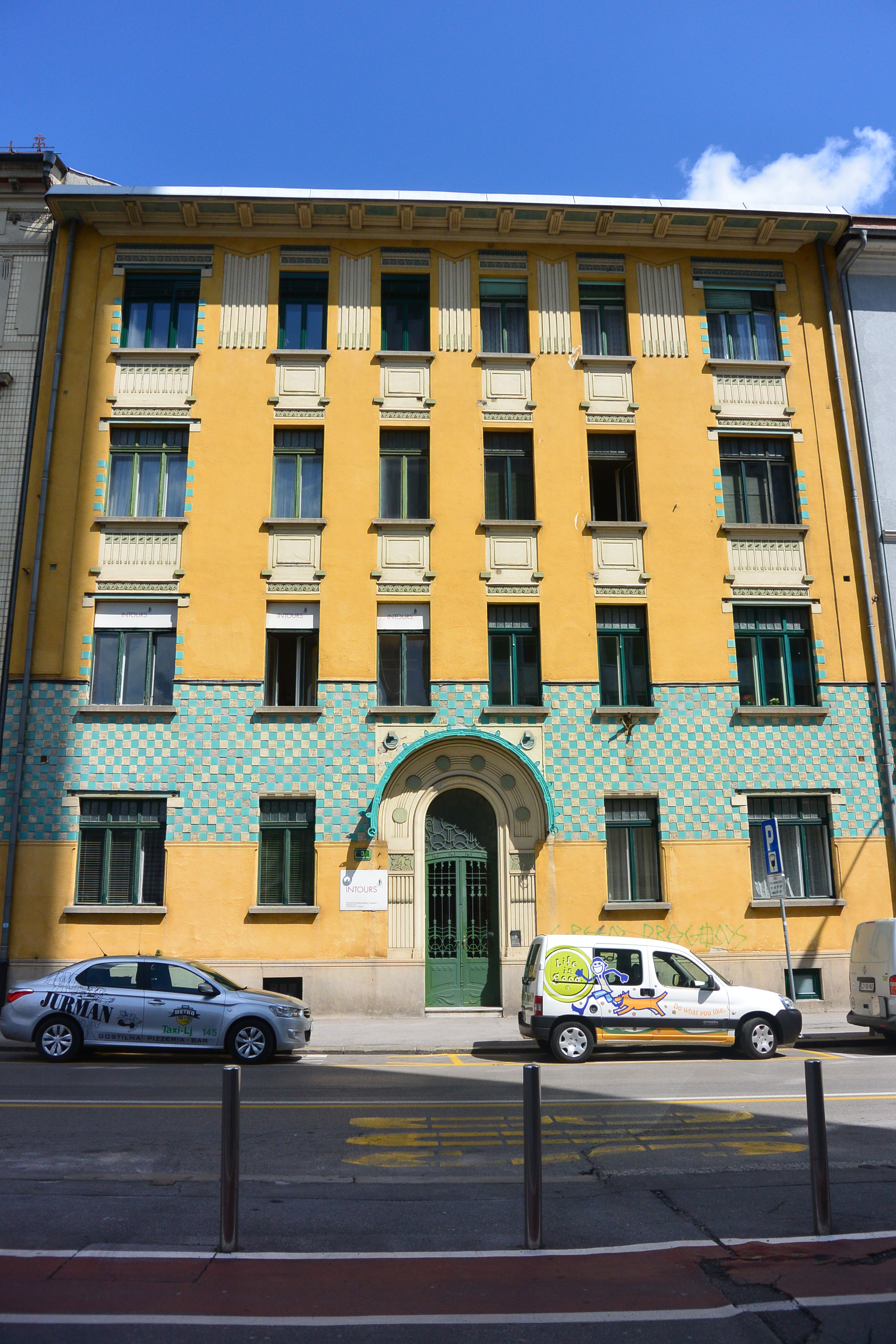
Smielowsky-Haus